# Christiania-dommen
Christiania-dommen blev afsagt af Højesteret (sag U.1978.315H) den 2. februar 1978 i sagen fristanden Christiania mod Forsvarsministeriet.
Højesteret nåede i sin afgørelse frem til at den ”levende brugsret” (som anført af sagsøgeren) ikke kunne fortrænge statens ”døde ejendomsret”, og at Østre Landsrets dom vedrørende statens ret til at rømme området skulle stadfæstes.
Endelig fastslog Højesteret i sin dom, at det alene, under henvisning til Grundlovens § 3, tilkommer regeringen og Folketinget at tage stilling til en fortsat brug af Christianiaområdet.
Sagsøgerne blev repræsenteret af professor i retsvidenskab, Ole Krarup og landsretssagfører Carl Madsen.
Østre Landsrets dom er udgivet som bog af Ole Krarup med indledning, kommentarer og efterskrift. Højesterets dom er trykt i Ugeskrift for Retsvæsen årgang 1978 s. 315.
Christianiadommen – Udskrift af Østre Landsrets dombog (1977) ISBN 87-87498-52-9.